# ألبرتو إلي
ألبرتو إلي (بالإيطالية: Alberto Elli)‏ هو دراج إيطالي، ولد في 9 مارس 1964 في جيوسانو في إيطاليا.

## وصلات خارجية
- ألبرتو إلي على موقع أرشيف الدراجات (الإنجليزية)
- ألبرتو إلي على موقع إحصائيات الدراجات الإحترافية (الإنجليزية)
- ألبرتو إلي على موقع CycleBase (الإنجليزية)